# قطعنامه ۱۳۰۴ شورای امنیت
قطعنامه ۱۳۰۴ شورای امنیت سازمان ملل متحد که در تاریخ ۱۶ ژوئن ۲۰۰۰ تصویب شد، سندی بین‌المللی دربارهٔ بررسی وضعیت مربوط به جمهوری دمکراتیک کنگو است. این قطعنامه طی نشست ۴۱۵۹ام با ۱۵ رای موافق، ۰ مخالف و ۰ ممتنع تصویب شد.